# Santa Caterina dello Ionio
Santa Caterina dello Ionio è un comune italiano di 1 915 abitanti della provincia di Catanzaro in Calabria. Gli abitanti sono ripartiti fra il centro storico, distante circa 6 chilometri dal mare, e la frazione marina di più recente urbanizzazione.

## Geografia fisica
Il territorio di Santa Caterina dello Ionio confina a nord con il comune di Badolato, confine che per alcuni tratti coincide con il torrente Ponzo, ad ovest confina con il comune di Brognaturo e a sud con il comune di Guardavalle tale confine coincide per gran parte della sua estensione con l'asse del torrente Munita. Il territorio è caratterizzato da una molteplicità di ambienti, tale caratteristica è dovuta al suo sviluppo in quota: si passa da 0 m s.l.m. a oltre 1000 m s.l.m.
A livello mare troviamo un suggestivo ambiente costiero, con la presenza di dune stabilizzate sulle quali è presente una folta vegetazione arbustiva che trova però difficoltà a vegetare a causa della siccità estiva e degli incendi. Inoltre la spiaggia è luogo di riproduzione della tartaruga caretta, specie fortemente a rischio e che qui trova riparo, anche grazie all'aiuto dei ricercatori calabresi. Dopo la spiaggia ci troviamo subito di fronte un paesaggio collinare.
Paesaggio caratteristico, ondulato e contornato da cocuzzoli che si aggirano tra i 100 e i 200 m s.l.m. Si citano i nomi di alcune colline (timpe): T.ne Lurtano (158), T.ne Petruso (102), M. Scadenza (222). In collina affiorano delle formazioni argillose, miste a strati di sabbia.
Questi depositi sono facilmente erodibili, anche per una serie di fatti morfologici, quali la pendenza e l'esposizione, dando così origine a fenomeni calanchivi.
Proseguendo verso monte (ancora in zona collinare) cambiano gli affioramenti e cambiano anche le morfologie. Passiamo da una morfologia ondulata a versanti a profilo rettilineo caratterizzati da acclivi pendenze, affiorano dei depositi clastici a matrice sabbiosa. Passeggiando sui letti delle fiumare (T. Ponzo e T. Munita), in questi affioramenti, è possibile scorgere inaspettati Canion. La vegetazione è caratterizzata dalla macchia mediterranea.
La zona montana è caratterizzata da un cambiamento della geologia, infatti troviamo affioramenti granitici degradati in maniera diffusa. Per quanto riguarda la vegetazione non ci troviamo in una condizione di vera e propria naturalità, in quanto l'area è stata interessata da rimboschimenti nel periodo 50-70. Tuttavia il rimboschimento ha giovato all'intero territorio dal punto di vista della conservazione del suolo.

## Storia
In origine Santa Caterina dello Jonio era un piccolo villaggio cinto da mura difensive, nelle quali si aprivano quattro porte, di cui una sola, la "Porta dell'acqua", è ancora possibile ammirare. Intorno al 1060 faceva parte della contea di Badolato. Il primo signore del paese fu, nel 1272, Rinaldo Conclubet. Nel 1487 la casata d'Arena dei Conclubet, coinvolta nella congiura dei Baroni, fu spodestata e la cittadina venne consegnata al conte Alberico da Barbiano.
Negli anni seguenti si susseguirono poi diverse casate: dai Cordova ai Galeotta, ai Gallelli di Badolato, dai Gioieni ai Colonna. I Marzano nel XVII secolo la dotarono di un castello. Nel 1799 il possedimento passò ai Di Francia che lo tennero fino all'eversione della feudalità (1807).

### Simboli
Il gonfalone riporta lo stemma comunale costituito da uno «scudo, con dentro raffigurata una collina tagliata da una ruota dentata, sormontata da ramo di palma e di spada incrociate, racchiuso da cornice d'alloro e quercia, il tutto sormontato da una corona, con sopra scritto COMUNE DI SANTA CATERINA DELLO JONIO, su fondo rosso.»

## Monumenti e luoghi d'interesse

### Architetture religiose
- Chiesa Matrice: sede della Arciconfraternita del SS.Sacramento proprietà ecclesiastica; del XVII secolo, ha la forma di croce latina a tre navate, l'edificio è sito in piazza Municipio ed è dedicato alla Madre di Dio Santa Maria Assunta. In seguito allo spaventoso incendio del 29 luglio 1983 che distrusse gran parte del centro abitato, la chiesa rimase quasi totalmente distrutta. La chiesa rimase chiusa per circa venti anni per il lento svolgimento dei lavori e il poco interesse da parte delle autorità competenti. La chiesa attualmente è aperta al culto dopo la cerimonia di inaugurazione nel marzo del 2003.
- Chiesa San Pantaleone: sita in via S. Pantaleone, non si conosce l'anno di fondazione ma risultava esistente, nel 1596 come parrocchia. La chiesa è di forma rettangolare, l'altare maggiore è costruito con marmi policromi, la statua del santo è di dimensione umana, non si conosce né la provenienza e né l'autore.
- Chiesa dell'Immacolata Concezione: chiesa del XVIII secolo di forma rettangolare è sita in via porta dell'Acqua, a picco su un burrone. All'interno della piccola chiesa si trovano quadri di indubbio valore artistico.
- Chiesa del Rosario: chiesa del XVII secolo di forma rettangolare sita in via largo Rosario è proprietà della Confraternita del SS.Rosario. Inizialmente la chiesa era dedicata a san Domenico, successivamente venne collocata sull'altare l'immagine della Vergine del Rosario, la piccola chiesa venne ingrandita e venne dedicata appunto alla Madonna del Rosario.

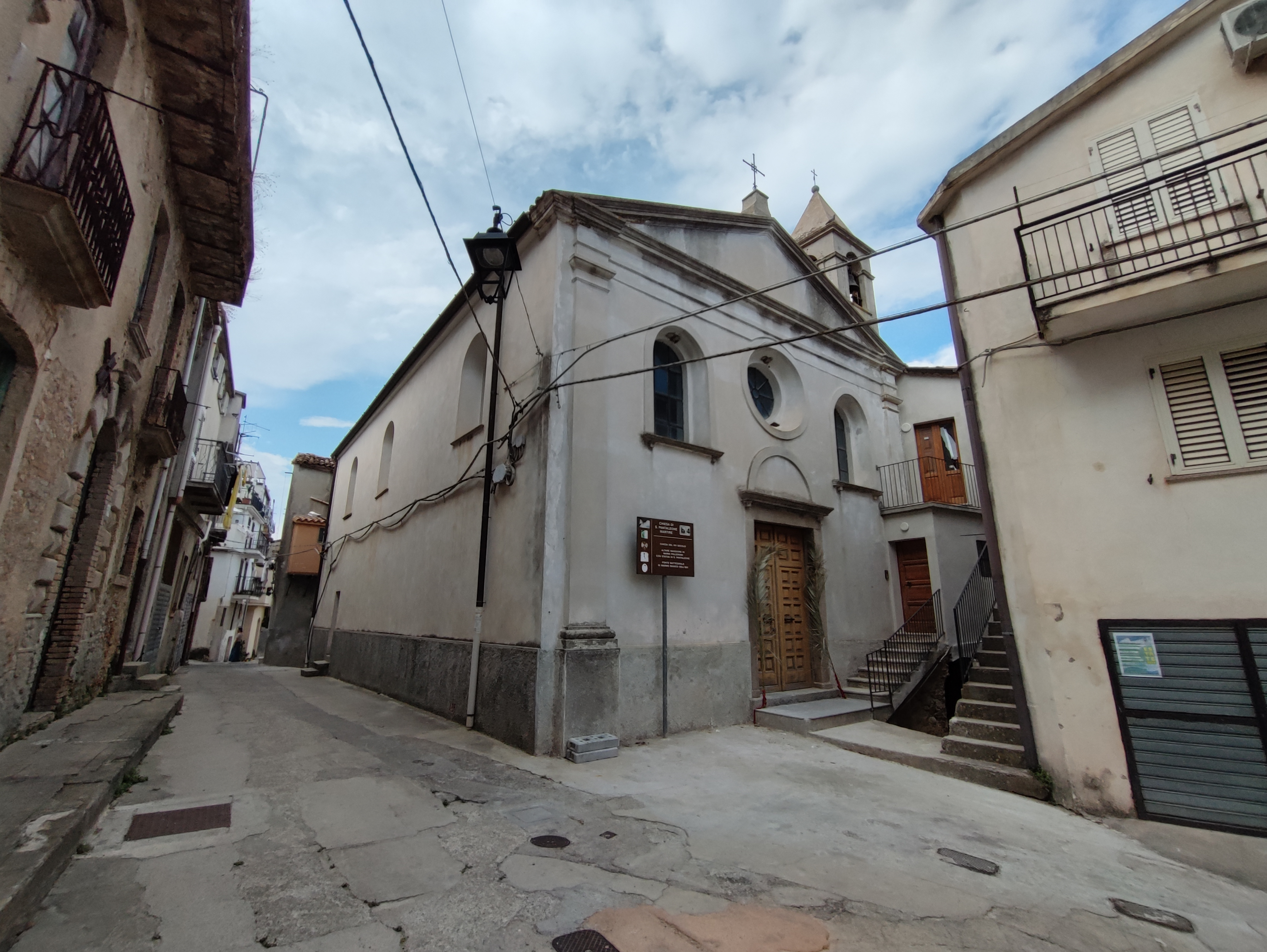
Chiesa di San Pantaleone martire

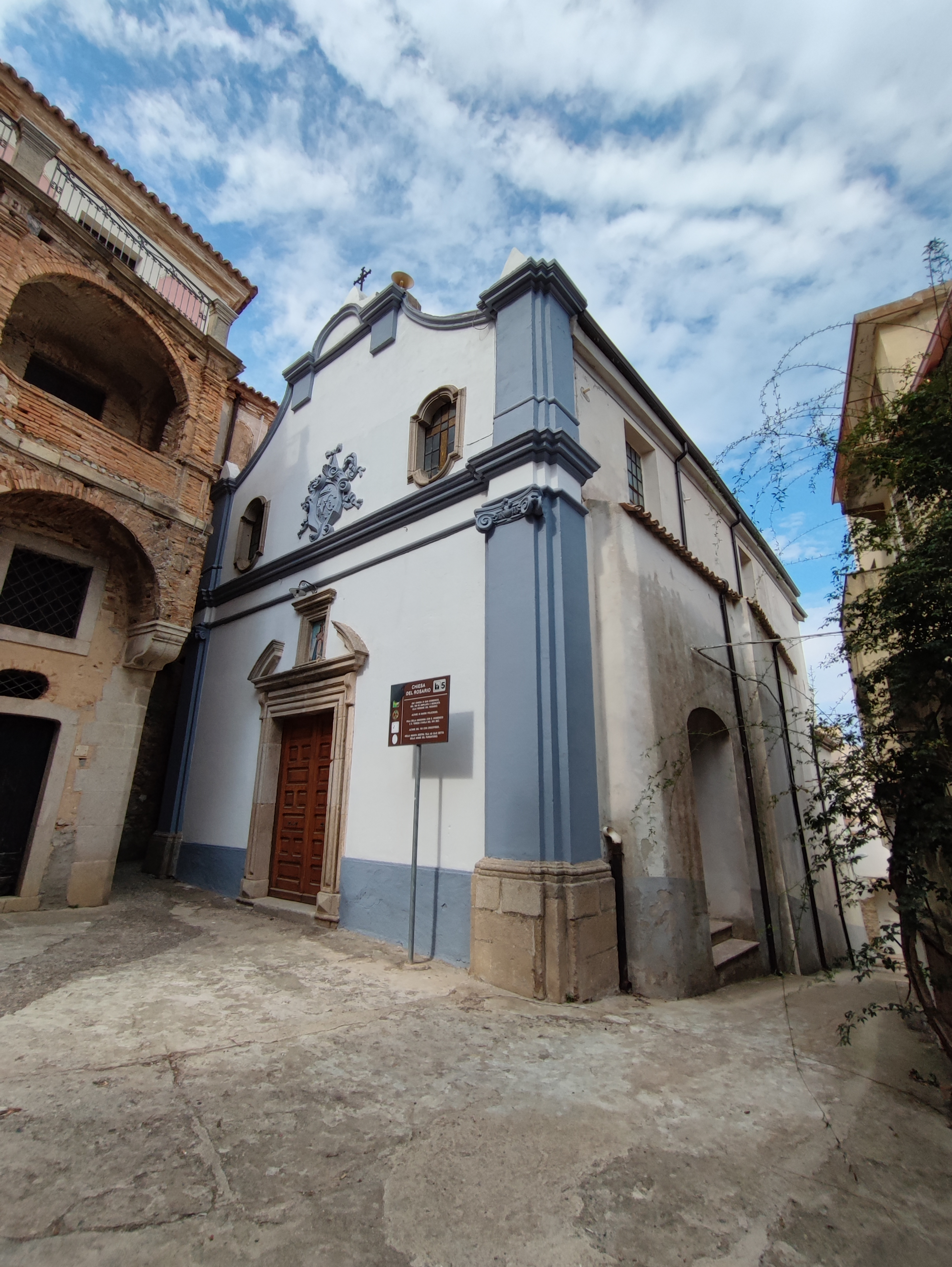
Chiesa del Rosario

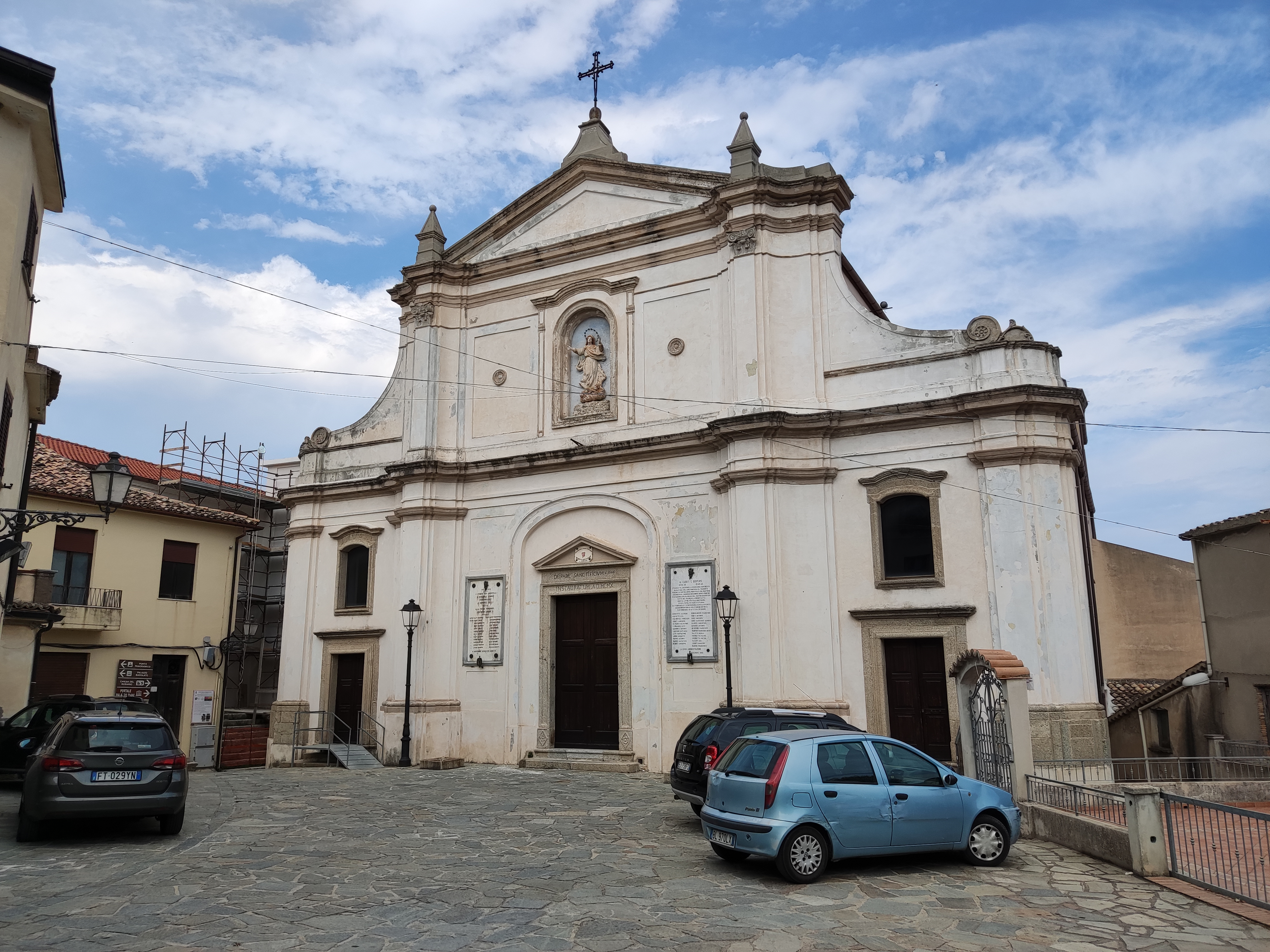
Chiesa Matrice

- Chiesa di Santa Caterina d'Alessandria: chiesa del XVII secolo di forma a croce latina a tre navate sita in via largo Santa Caterina è proprietà della Confraternita di Santa Caterina V.M.A. Il popolo eresse la chiesa sul punto in cui apparve la santa patrona ai saraceni e li scaccio dal paese. In onore il popolo eresse una piccola chiesetta, in seguito venne ricostruita, nella chiesa odierna.
- Chiesa della Madonna della Neve: chiesa del 1988 di forma rettangolare sita in località Vignali vicino alla pineta. La precedente chiesa del XVII secolo era sita in località Santa Maria, ma con l'alluvione del 1951 la chiesa venne quasi completamente distrutta, oggi di questa chiesa rimane solamente in piedi una parete dove vi è l'affresco della Madonna che allatta Gesù Bambino.
- Chiesa di San Gabriele Arcangelo: chiesa del 1956 di forma rettangolare sita in via Nazionale nella frazione Marina. La chiesa venne costruita sotto ordinanza del vescovo Fares, per dare assistenza spirituale alle tante famiglie che si erano trasferite nella Marina dal Paese.
- Convento di San Francesco: fondato nel 1580 ospitò molti frati Cappuccini, nel 1914 venne demolito per costruirne uno nuovo. Il nuovo edificio prese il nome di "Casa Famiglia Di Francia" con annessa scuola elementare, accolse numerosi bambini bisognosi di assistenza fino al 1997 anno in cui venne chiusa.

### Architetture civili
- Torre Sant'Antonio: torre "cavallara" costruita nel XIII secolo che serviva per l'avvistamento delle flottiglie di pirati (balcanici, greci, anatolici) provenienti dal mare. Situata direttamente sulla spiaggia, delle oltre 250 torri di avvistamento originarie della costa, Torre Sant'Antonio è una dello poche mantenuta pienamente integra ed abitabile. La torre è inserita nel Codice Romano-Carratelli.

## Società

### Evoluzione demografica
Abitanti censiti

### Istituzioni, enti e associazioni
Santa Caterina dello Ionio fa parte di:
- Unione dei Comuni del Versante Ionico - Comuni membri: Cardinale, Davoli, Guardavalle, Badolato, Santa Caterina dello Ionio, Sant'Andrea Apostolo dello Ionio, San Sostene, Isca sullo Ionio

### Etnie e minoranze straniere
Secondo i dati ISTAT al 31 dicembre 2010 la popolazione straniera residente era di 112 persone. Le nazionalità maggiormente rappresentate in base alla loro percentuale sul totale della popolazione residente erano:
- Turchia 24 1,14%
- Marocco 24 1,14%

## Cultura

### Eventi
- Domenica delle Palme: in questo giorno i devoti intrecciano e fanno delle crocette con delle palme. Tutte le confraternite, partano in processione, dalla Chiesa Matrice per deporre al Piliere la Croce benedetta il sabato precedente. Il sacerdote benedice le palme, dopo la benedizione i fedeli tornano in processione in chiesa per la messa.
- Giovedì santo: tradizionale ultima cena, lavanda dei piedi e distribuzione dei pani.
- Venerdì Santo: tradizionale processione, con il Cristo morto e la Madonna Addolorata. La processione si svolge lungo le vie del paese con la varie stazioni, i vari confratelli si mettono sul capo una corona di spine.
- Pasqua: molto attesa e sentita è la "cunfrunta". La cunfrunta è l'incontro tra la Madonna con il Cristo risorto in via Roma. La statua del Cristo parte in processione dalla chiesa matrice, accompagnata della rciconfraternita del SS. Sacramento, arriva alla chiesa di Santa Caterina, dove c'è li ad attendere la confraternita omonima, quest'ultima si unisce anch'egli al corteo e continuano la processione fino in via Piave dove viene posizionata la statua del Cristo. Invece la Madonna fa il percorso inverso parte dalla chiesa del Rosario accompagnata della confraternita omonima in processione e si posiziona in via largo degli Eroi. In attesa del segnale di avvicinamento si assiste ad un andirivieni veloce di ragazzini vestiti da angeli e giovani con gli stendardi delle tre confraternite. Quando arriva il segnale inizia la fase di avvicinamento delle due statue. Sui volti di quanti assistono si nota una forte emozione. Dopo tre inchini, la corsa di avvicinamento si fa frenetica e, finalmente, la Madonna si incontra con il Cristo, il velo che avvolgeva la Madonna viene fatto cadere e la Madonna appare nel suo splendore, in successione molti giovani in segno di gioia ballano gli stendardi sulla bocca, una volta finito tutto ciò si va tutti insieme in processione con la Modonna e il Cristo, fino alla chiesa matrice per la messa.
- Corpus Domini: caratteristica è la processione, dove la gente espone dalle finestre e dai balconi le più belle coperte. La processione e guidata da due file di bambini che, portano dei cesti pieni dei fiori che spargono per le vie del paese, sei uomini tengono il baldacchino sul sacerdote e ogni contrada epone il suo altarino e durante la processione ci si ferma per benedirli.
- La Sagra: è la festa principale dedicata alla santa patrona, si svolge ogni 2ª domenica di luglio. La Confraternita di Santa Caterina porta in giro la statua di Santa Caterina d'Alessandria in processione per le vie del paese accompagnata dalla banda e dalle altre confraternite. In serata ci sono i fuochi e anche spettacoli musicali.
- Madonna della Neve: si festeggia il 5 agosto i devoti si portano in pellegrinaggio e le donne portano sulle spalle la statua della Madonna fino alla chiesetta, distante circa 4 km dal paese.
- San Gabriele Arcangelo: si festeggia la 2ª domenica di agosto in Marina, caratteristica di questa festa è la processione, il Santo viene portati in processione fino alle rive del mare, da qui viene messo su un peschereccio e portato in processione verso Badolato e Guardavalle. Al seguito del Santo ci sono altre barche addobbate a festa.
- San Rocco: si celebra il 16 agosto con la caratteristica della processione a piedi scalzi per le vie del paese.
- Madonna del Rosario: si festeggia la 1ª domenica di ottobre, la Confraternita del Rosario porta in processione la statua della Madonna col Bambino.
- Santa Caterina d'Alessandria: si festeggia il 25 novembre caratteristica e la "tredicina": la statua viene esposta 13 giorni prima del 25 novembre nella chiesa, ed espone durante questo periodo la reliquia di santa Caterina (un dente). La statua non viene portata in processione, per le condizioni atmosferiche che di solito nel mese di novembre sono avverse, e quindi si è deciso di portarla in processione in un mese più tranquillo come lo è luglio.
- Natale e Capodanno: a Natale suggestiva e la veglia che si svolge nella chiesa matrice. Molto bella a capodanno è la tradizione di portare Gesù Bambino per le case come segno di benedizione. Accompagnano il Bambino numerose persone ed il dolce suono delle zampogne. Una volta finito il giro si accoglie Gesù Bambino nel ritornare in chiesa con i fuochi artificiali.
- Uno sguardo dalla Torre: nel periodo estivo (prevalentemente luglio ed agosto) la Torre Sant'Antonio apre i suoi cancelli per una serie di incontri con cadenza settimanale che mirano a mostrare le eccellenze del nostro territorio. La manifestazione nasce nel 2016 con il patrocinio della Regione Calabria con lo scopo di presentare le eccellenze alimentari, dell'artigianato, dell'arte e della cultura calabrese in generale.

## Infrastrutture e trasporti
Nel territorio comunale sono presenti la Strada statale 106 Jonica e le strade provinciali 137, 138, 139 e 140. Esiste anche una stazione.

## Amministrazione

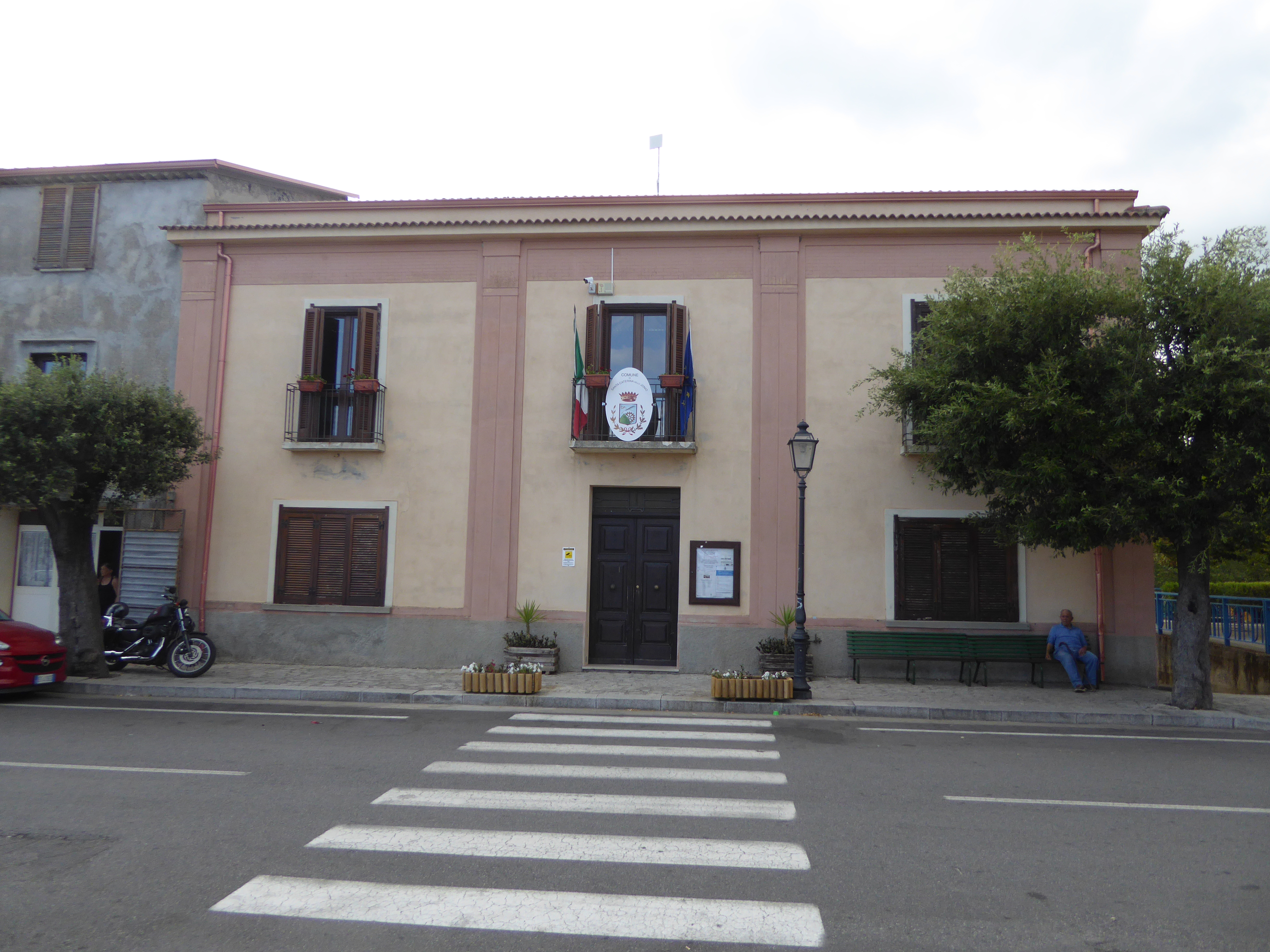
Municipio di Santa Caterina

| Periodo          | Periodo          | Primo cittadino          | Partito                            | Carica                    | Note |
| ---------------- | ---------------- | ------------------------ | ---------------------------------- | ------------------------- | ---- |
| 6 giugno 1993    | 30 ottobre 1995  | Francescantonio Severino | Partito Democratico della Sinistra | sindaco                   |      |
| 30 ottobre 1995  | 9 giugno 1996    |                          |                                    | commissario straordinario |      |
| 9 giugno 1996    | 16 aprile 2000   | Francesco Salvatore Leto | lista civica Indipendente          | sindaco                   |      |
| 16 aprile 2000   | 4 settembre 2002 | Giuseppe Leto            | lista civica                       | sindaco                   |      |
| 4 settembre 2002 | 26 maggio 2003   |                          |                                    | commissario straordinario |      |
| 26 maggio 2003   | 14 aprile 2008   | Giuseppe Leto            | lista civica                       | sindaco                   |      |
| 14 aprile 2008   | 27 maggio 2013   | Domenico Criniti         | lista civica                       | sindaco                   |      |
| 27 maggio 2013   | 10 giugno 2018   | Giuseppe Leto            | lista civica "Un Futuro Migliore"  | sindaco                   |      |
| 10 giugno 2018   | in carica        | Francesco Severino       | lista civica "Il Faro"             | sindaco                   |      |

### Gemellaggi
- Santa Caterina Villarmosa